# Allens Buschratte
Allens Buschratte (Hodomys alleni) ist eine in Mittelamerika lebende Nagetierart aus der Gruppe der Neuweltmäuse. Die Art ist nach dem Zoologen Joel Asaph Allen (1838–1921) benannt.
Allens Buschratten erreichen eine Kopfrumpflänge von rund 24 Zentimeter und eine Schwanzlänge von 20 Zentimeter, das Gewicht beträgt rund 370 Gramm. Ihr Fell ist an der Oberseite rotbraun oder dunkelbraun gefärbt, die Unterseite ist weißgrau. Der lange Schwanz ist spärlich behaart.
Diese Nagetiere sind in Mexiko endemisch, sie sind vom südlichen Sinaloa bis ins nördliche Oaxaca verbreitet. Sie leben sowohl im Buschland als auch in Wäldern, sind aber auf dichte Vegetation angewiesen.  Sie verbergen sich in Felsspalten oder Erdbauen und kleiden ihren Unterschlupf manchmal mit Holzstücken und anderen Materialien aus. Sie dürften nachtaktiv sein, ansonsten weiß man über ihre Lebensweise wenig. Auch der Gefährdungsgrad ist unklar, die IUCN listet sie als nicht gefährdet, was aber veraltet ist.
Diese Ratte ist eng mit den Amerikanischen Buschratten (Neotoma) verwandt und wird manchmal in diese Gattung eingegliedert.